# 17. poledník ve Vyškově
17. poledník ve Vyškově je mosazný reliéf vyznačující 17. poledník východní délky. Je umístěn v kamenné dlažbě Masarykova náměstí v části Vyškov-Město města Vyškov v okrese Vyškov. Geograficky se nachází v nížině Vyškovská brána v Jihomoravském kraji v nadmořské výšce 248 m.

## Popis
Dílo vzniklo v roce 2008 z podnětu Vyškovana Petra Kokeše a je tvořeno zapuštěnou mosaznou lištou v dlažbě. Na liště je směrová růžice, znak města, dvě rysky udávající směr 17. poledníku a nápis:
| „ | 17. POLEDNÍK VYMĚŘENO DLE ELIPSOIDU WGS-84 V ROCE 2008 | “ |

Místo je velmi přesně geodeticky zaměřeno. Samotný 17. poledník prochází například přes polské město Wroclaw a blízké město Bučovice, kde je také památník 17. poledníku.

## Galerie

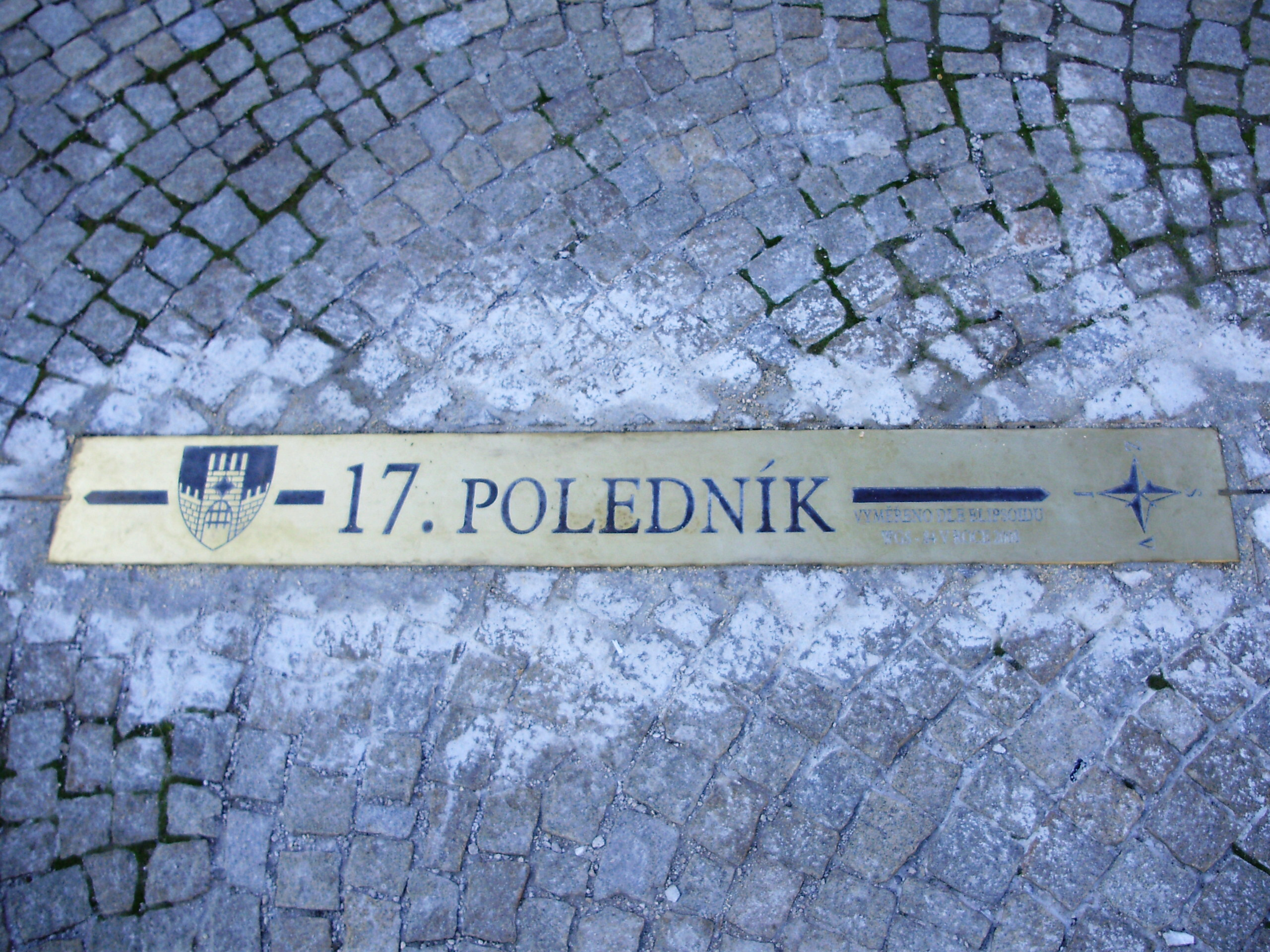
Vyznačení v dlažbě
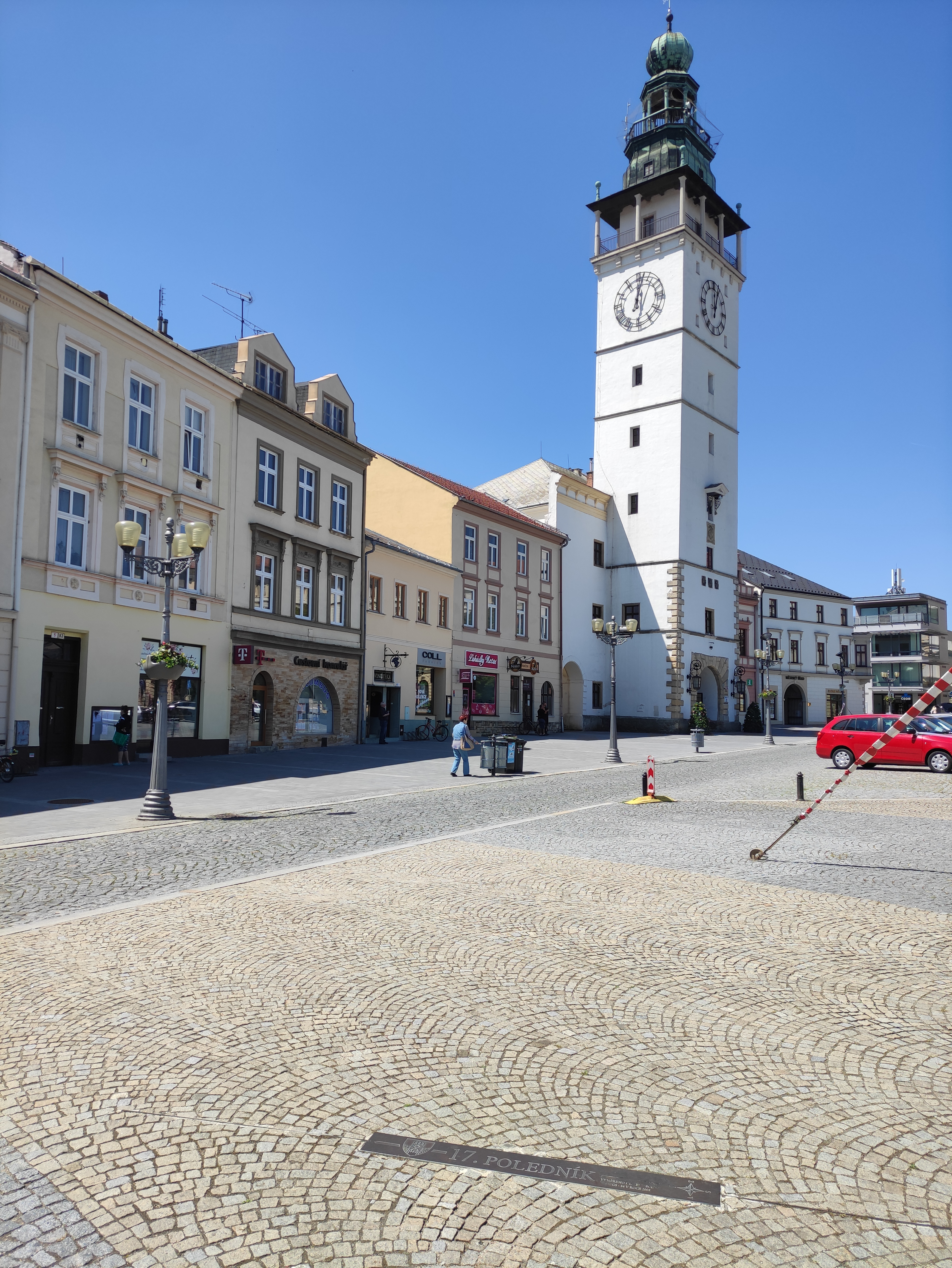
Poloha na náměstí